# Radi (Monteroni d'Arbia)
Radi (già Radi di Creta) è una frazione del comune italiano di Monteroni d'Arbia, nella provincia di Siena, in Toscana.

## Storia
La collina di Radi risulta abitata già dall'epoca antica, come testimoniano alcuni ritrovamenti archeologici del 1828.
Sorto in epoca alto-medievale, il borgo di Radi era conosciuto come Radi di Creta, per distinguerlo dal non lontano Radi di Montagna nei pressi di Sovicille. Nel XIII secolo è documentato come sede di un notaio civile. Nel XV secolo il castello di Radi è ricordato già come diruto, con una sola torre superstite che divenne proprietà della famiglia Placidino di Siena, poi passata ai Marchesi Bichi Ruspoli.
Radi contava 176 abitanti nel 1833.

## Monumenti e luoghi d'interesse

### Architetture religiose
L'edificio religioso principale della frazione è la chiesa di San Pietro Apostolo, risalente al periodo alto-medievale,che conserva all'interno un pregevole altare in stucco del XVIII secolo. Le principali opere pittoriche, qui storicamente conservate, sono state spostate per essere collocate nei musei d'arte sacra di Buonconvento e di Asciano.
Poco distante dal borgo, appartenente alla parrocchia di San Pietro, si trova l'oratorio di Barottoli, situato a servizio della villa nell'omonima località, costruito nella prima metà del XVII secolo e contenente pregevoli opere d'arte barocche.

### Architetture civili
Risalente al XVIII secolo è la monumentale villa Bichi-Ruspoli-Forteguerri, costruita dal marchese Carlo Metello Bichi-Ruspoli-Forteguerri sul sito del perduto castello di Radi. Alla villa è annesso un giardino terrazzato, affacciato sulle crete senesi, e una cappella gentilizia.